# ICN Business School
ICN Business School es una escuela de negocios internacional y una de las principales Grandes Escuelas en Francia. Fue establecida en 1905. Posee campus propios en La Défense, Nancy, Berlín y Núremberg.
En 2019, su principal programa, el Master in Management, fue clasificado número 54 del mundo según el Financial Times.
Sus programas cuentan con la triple acreditación internacional de EQUIS, AACSB y AMBA. La escuela cuenta también con numerosos alumnos notables en los ámbitos de los negocios y de la política, incluyendo varios CEO y el político marfileño Masséré Touré.
La escuela tiene una red de 15.000 antiguos alumnos.